# Агилар, Эдвин
Эдвин Энрике Агилар Саманьего (исп. Edwin Enrique Aguilar Samaniego; род. 7 августа 1985 или 8 июля 1985, Панама) — панамский футболист, нападающий клуба «Тауро» и сборную Панамы.

## Клубная карьера
Агилар начал профессиональную карьеру в клубе «Тауро». В 2007 году он помог команду выиграть чемпионат и стал его лучшим бомбардиром. В 2009 году Эдвин вновь стал лучшим снайпером первенства Панамы. В 2010 году Агилар перешёл в колумбийскую «Америку Кали», за «Тауро» Агилар провёл более ста матчей и забил 62 гола. 8 февраля в матче против «Санта-Фе» он дебютировал в Кубке Мустанга. 7 марта в поединке против «Ла Экидада» Эдвин забил свой первый гол за клуб из Кали.
Летом 2010 года Агилар вернулся на родину, где полгода отыграл за «Спортинг» из Сан-Мигелито. В начале 2011 год он вновь отправился в Колумбию, где стал игроком «Реал Картахена». 5 февраля в матче против «Атлетико Хуниор» Эдвин дебютировал за новую команду. В этом же поединке он сделал «дубль», забив свои первые голы за «Картахену».
Летом 2012 году Агилар вернулся в «Тауро», где реанимировал свою карьеру. За сезон в 27 матчах он забил 14 голов, став лучшим бомбардиром команды. Летом 2013 года Эдвин перешёл в венесуэльский «Депортиво Ансоатеги». 12 августа в матче против «Депортиво Петаре» он дебютировал в венесуэльской Примере. 15 сентября в поединке против «Атлетико Эль-Вихия» Агилар забил свой первый гол за новую команду.

## Международная карьера
В 2005 году в составе молодёжной команды Агилар сыграл на молодёжном чемпионате мира в Нидерландах.
8 ноября того же года в матче отборочного турнира чемпионата мира 2006 против сборной Тринидада и Тобаго Агилар дебютировал за сборную Панамы. 31 января 2007 года в товарищеском матче против сборной Тринидада и Тобаго он забил свой первый гол за национальную команду.
В том же году Агилар принял участие в Золотом кубок КОНКАКАФ. На турнире он был запасным и на поле так не вышел. Спустя два года он выиграл Кубок Центральной Америки.
В 2011 году Эдвин во второй раз принял участие в Кубке наций Центральной Америки. На турнире он сыграл в матчах против команд Белиза, Сальвадора и Коста-Рики. В поединках против белизцев и сальвадоцев Агилар забил два гола.

### Голы за сборную Панамы
| № | Дата            | Место                                            | Противник         | Счёт | Результат | Соревнование      |
| - | --------------- | ------------------------------------------------ | ----------------- | ---- | --------- | ----------------- |
| 1 | 31 января 2007  | Роммель Фернандес, Панама, Панама                | Тринидад и Тобаго | 2:1  | 2:1       | Товарищеский матч |
| 2 | 17 января 2009  | Виргилио Техейра, Пеноном, Панама                | Дания             | 1:0  | 1:0       | Товарищеский матч |
| 3 | 11 августа 2010 | Роммель Фернандес, Панама, Панама                | Венесуэла         | 3:1  | 3:1       | Товарищеский матч |
| 4 | 7 сентября 2010 | Роммель Фернандес, Панама, Панама                | Тринидад и Тобаго | 1:0  | 3:0       | Товарищеский матч |
| 5 | 18 декабря 2010 | Олимпико Метрополитано, Сан-Педро-Сула, Гондурас | Гондурас          | 1:1  | 1:2       | Товарищеский матч |
| 6 | 14 января 2011  | Роммель Фернандес, Панама, Панама                | Белиз             | 2:0  | 2:0       | КНЦА-2011         |
| 7 | 18 января 2011  | Роммель Фернандес, Панама, Панама                | Сальвадор         | 1:0  | 2:0       | КНЦА-2011         |

## Достижения
Командные
«Тауро»
- Победитель чемпионата Панамы: Апертура 2007

Международные
Панама
- Победитель кубка наций Центральной Америки: 2009

Индивидуальные
- Лучший бомбардир чемпионата Панамы: Апертура 2007, Апертура 2009
- Лучший бомбардир чемпионата Венесуэлы: 2014/15